# Эглькофен
Эглькофен (нем. Egglkofen) — община в Германии, в земле Бавария.
Подчиняется административному округу Верхняя Бавария. Входит в состав района Мюльдорф-на-Инне. Подчиняется управлению . Население составляет 1221 человек (на 31 декабря 2010 года). Занимает площадь 13,99 км².